# 努瑟島
65°43′S 65°43′W / 65.717°S 65.717°W
努瑟島（德語：Nusser Island），是南極洲的島嶼，位於雷諾島東部，處於拉克蒂奧諾夫島以北2.8公里，屬於比斯科群島的一部分，在1957年被繪入阿根廷地圖，以奧地利氣象學家命名，現時由南極條約體系管理。